# Over the Hedge (phim)
Over the Hedge là một bộ phim hoạt hình máy tính của Mỹ năm 2006 dựa trên bộ truyện tranh United Media cùng tên của Michael Fry và T. Lewis. Được sản xuất bởi DreamWorks Animation và phân phối bởi Paramount Pictures.